# Sorry (Nothing but Thieves)
Sorry is een nummer van de Britse alternative rockband Nothing but Thieves uit 2017. Het is de tweede single van hun tweede studioalbum Broken Machine.
"Sorry" is een rockballad die gaat over een jongen die spijt heeft van wat hij zijn meisje heeft aangedaan. Het nummer werd een radiohitje in Nederland, en staat daar momenteel op de 2e positie in de Tipparade. In Vlaanderen haalde het nummer ook de Tipparade.
Tijdens The Passion 2023, in Harlingen, zong Buddy Vedder een Nederlandse cover van dit nummer.

## NPO Radio 2 Top 2000
| Nummer met noteringen in de NPO Radio 2 Top 2000 | '17  | '18 | '19 | '20 | '21 | '22 | '23 | '24 |
| ------------------------------------------------ | ---- | --- | --- | --- | --- | --- | --- | --- |
| Sorry                                            | 1034 | 546 | 691 | 505 | 582 | 446 | 345 | 364 |

1. ↑  Een vetgedrukt getal geeft de hoogste notering aan.
2. ↑  2017 was het eerste jaar met een notering voor dit nummer.